# Město Libavá
Město Libavá (Duits: Liebau of Stadt Liebau) is een Tsjechische gemeente in de regio Olomouc, en maakt deel uit van het district Olomouc. Město Libavá telt 587 inwoners (2017). Naast de plaats Město Libavá zelf maakt ook Heroltovice deel uit van de gemeente.

## Geschiedenis
- 1301 – De eerste schriftelijke vermelding van de gemeente.
- 2016 – Město Libavá wordt, net als Kozlov, losgemaakt van Vojenský újezd Libavá en wordt een zelfstandige gemeente.[1]

## Aanliggende gemeenten
| Aangrenzende gemeenten | Aangrenzende gemeenten | Aangrenzende gemeenten | Aangrenzende gemeenten | Aangrenzende gemeenten                   |
| ---------------------- | ---------------------- | ---------------------- | ---------------------- | ---------------------------------------- |
|                        |                        | Norberčany             |                        | Budišov nad Budišovkou (Moravië-Silezië) |
|                        |                        |                        |                        |                                          |
| Domašov nad Bystřicí   |                        |                        |                        |                                          |
|                        |                        |                        |                        |                                          |
|                        |                        |                        |                        | Vojenský újezd Libavá                    |

Babice · Bělkovice-Lašťany · Bílá Lhota · Bílsko · Blatec · Bohuňovice · Bouzov · Bukovany · Bystročice · Bystrovany · Červenka · Charváty · Cholina · Daskabát · Dlouhá Loučka · Dolany · Doloplazy · Domašov nad Bystřicí · Domašov u Šternberka · Drahanovice · Dub nad Moravou · Dubčany · Grygov · Haňovice · Hlásnice · Hlubočky · Hlušovice · Hněvotín · Hnojice · Horka nad Moravou · Horní Loděnice · Hraničné Petrovice · Huzová · Jívová · Komárov · Kozlov · Kožušany-Tážaly · Krčmaň · Křelov-Břuchotín · Liboš · Lipina · Lipinka · Litovel · Loučany · Loučka · Luběnice · Luká · Lutín · Lužice · Majetín · Medlov ·
Měrotín · Město Libavá · Mladeč · Mladějovice · Moravský Beroun · Mrsklesy · Mutkov · Náklo · Náměšť na Hané · Norberčany · Nová Hradečná · Olbramice · Olomouc · Paseka · Pňovice · Přáslavice · Příkazy · Řídeč · Samotišky · Senice na Hané · Senička · Skrbeň · Slatinice · Slavětín · Štarnov · Štěpánov · Šternberk · Strukov · Střeň · Suchonice · Šumvald · Svésedlice · Těšetice · Tovéř · Troubelice · Tršice · Újezd · Uničov · Ústín · Velká Bystřice · Velký Týnec · Velký Újezd · Věrovany · Vilémov · Vojenský újezd Libavá · Želechovice · Žerotín